# Matheuzinho (calciatore 1993)
Matheus Cotulio Bossa, meglio noto come Matheuzinho (Lins, 21 febbraio 1993), è un calciatore brasiliano, centrocampista del Capital.

## Carriera
Ha giocato nella seconda divisione brasiliana e nella massima serie portoghese.

## Palmarès

### Competizioni statali
- Campionato Goiano: 1

Atlético Goianiense: 2019
- Campionato Potiguar: 1

América-RN: 2024